# Bilbilis modesta
Bilbilis modesta är en insektsart som först beskrevs av Stsl 1859.  Bilbilis modesta ingår i släktet Bilbilis och familjen sköldstritar. Inga underarter finns listade i Catalogue of Life.